# Walter Learning
Walter Learning est un acteur, réalisateur et scénariste canadien né le 16 novembre 1938 à Quidi Vidi (Canada) et mort le 5 janvier 2020.

## Biographie
Walter Learning est né en 1938 dans le petit village de Quidi Vidi dans le Dominion de Terre-Neuve. Learning a fréquenté le Bishop Feild College de St. John's et l'Université du Nouveau-Brunswick à Fredericton, au Nouveau-Brunswick. Après avoir obtenu son BA, il a reçu une bourse d'enseignement pour poursuivre sa maîtrise et une bourse du Commonwealth pour travailler sur son doctorat à l'Université nationale australienne de Canberra. Learning est revenu au Canada en mai 1966. Il a été directeur du théâtre à la session d'été de l'UNB et, à l'automne, il est retourné à l'Université Memorial de Terre-Neuve. Il est devenu chargé de cours au département de philosophie où il est resté pendant deux ans.
En mai 1968, Learning est retourné à Fredericton pour devenir le directeur général du Beaverbrook Playhouse. Là, il fonde Theatre New Brunswick qui présente sa première production en janvier 1969. Pendant les quarante années suivantes, TNB demeure le seul théâtre régional à plein temps au Canada. Learning est resté directeur général de The Playhouse et directeur artistique de Theatre New Brunswick pendant dix ans. Pendant cette période, TNB a produit plus de 85 productions. Au moment de sa fondation, TNB était la première compagnie de théâtre professionnelle au Nouveau-Brunswick et est maintenant l'une des compagnies régionales les plus anciennes au Canada.
Pendant son mandat à TNB, Learning a rencontré et est devenu un ami proche de l'éminent poète canadien Alden Nowlan. Les deux ont collaboré sur un certain nombre de scripts de jeu, notamment: Frankenstein, The Dollar Woman, A Gift to Last et The Incredible Murder of Cardinal Tosca. En juin 1978, Learning quitte Fredericton pour Ottawa pour occuper le poste de chef de la section théâtre du Conseil des Arts du Canada.
Learning reste au Conseil des Arts du Canada jusqu'en 1982, date à laquelle il déménage sur la côte ouest pour devenir directeur artistique du Vancouver Playhouse. Après cinq ans, il est retourné dans l'est de l' Île-du-Prince-Édouard où il est devenu directeur artistique du Festival de Charlottetown. De 1992 à 1995, Learning était un diffuseur indépendant, écrivain, acteur et réalisateur, et de 1995 à 1999, il est retourné au Théâtre Nouveau-Brunswick en tant que producteur exécutif.
Au cours de sa longue carrière, Learning a été invité dans de nombreux théâtres, dont le Stratford Festival, où il a dirigé William Hutt dans A Man for All Seasons. Les autres théâtres comprennent le Neptune Theatre, le Dallas Theatre Center, le Persephone Theatre, le Festival Antigonish, le Lighthouse Theatre, le Bastion Theatre et l'Upper Canada Playhouse. Learning a souvent été directeur de la Canberra Repertory Society en Australie. Il est également apparu comme un acteur dans de nombreux théâtres à travers le Canada et a joué dans plusieurs émissions de télévision et films, notamment en jouant le rôle de pionnier du hockey.Charles Hay dans la mini-série Canada Russia '72, un film représentant la célèbre 1972 Summit Series .
En 2011, Learning a reçu le prix Playhouse Honors. Ce prix annuel reconnaît les personnes qui ont apporté une contribution importante à la vie communautaire par leur travail dans les arts de la scène. En 2018, il a été nommé membre de l'Ordre du Nouveau-Brunswick pour ses réalisations dans les arts de la scène et pour sa contribution à la communauté et à l'industrie du théâtre. Le 27 juin 2019, Son Excellence la très honorable Julie Payette, gouverneure générale du Canada, a annoncé que Learning avait été nommé à l'Ordre du Canada, l'une des plus hautes distinctions honorifiques du pays.
Les entrevues spéciales de RH Thomson avec Walter Learning sont incluses dans la Legend Library du Theatre Museum Canada, une série de vidéos consacrée à la préservation et à la célébration du patrimoine des arts de la scène du Canada. 
L'apprentissage était indépendant en tant qu'acteur et réalisateur.

## Filmographie

### comme acteur
- 1985 : Constable Constable (série TV) : Chief Constable
- 1998 : At the End of the Day: The Sue Rodriguez Story : Justice Allen Melvin
- 2004 : Irish Eyes : Malcolm Little
- 2006 : Canada Russia '72 (TV) : Charlie Hay

### comme réalisateur
- 1979 : Up at Ours (feuilleton TV)

### comme scénariste
- 1979 : Up at Ours (feuilleton TV)